# Аршин мал алан (фільм, 1965)
«Аршин мал алан» — радянський азербайджанський музичний фільм, знятий в 1965 році, комедія за мотивами однойменної оперети Узеїра Гаджибекова. Це кольорова і технічно вдосконалена версія фільму, вперше знятого в 1915 році, потім знятого в 1945 році зі знаменитим співаком Рашидом Бейбутовим в головній ролі, версія якого мала успіх не тільки в Азербайджані, але й у всьому світі. Вийшла в прокат двома мовами — азербайджанською та російською.

## Сюжет
На Сході наречений не міг побачити обличчя нареченої до весілля, і тому герой фільму — Аскер, багатий молодий купець, за порадою свого друга Сулеймана переодягається в вуличного торговця тканинами, «аршинмалчі». Ці торговці, продаючи товар, заходили в будинки, де жінки і дівчата, вибираючи і розглядаючи у них тканини, не закривали своїх осіб. Тепер Аскер міг зайти в будь-який двір і вибрати собі наречену. У фільмі багато комедійних сцен, пісень, гумору, а головне — все закінчується добре для героїв!

## У ролях
- Гасан Мамедов — Аскер, молодий багатий купець
- Лейла Шихлинська — Гюльчохра, дочка Султанбека
- Гаджимурад Ягізаров — Сулейман
- Агададаш Курбанов — Султанбек
- Наджиба Мелікова — Джахан, тітка Аскера
- Хураман Гаджиєва — Асья, племінниця Султанбека (вокал: Сона Асланова)
- Сафура Ібрагімова — Теллі, покоївка Султанбека
- Талят Рахманов — Велі, слуга Аскера
- Мамед Алілі — купець «Аршинник»
- Гаджимамед Кафказли — кучер
- Мовсун Санані — Кочі

## Знімальна група
- Режисер: Тофік Тагі-заде
- Озвучування: Микола Александрович
- Автор сценарію: Тофік Тагі-заде, Мухтар Дадашев
- Композитор: Узеїр Гаджибеков, Фікрет Аміров
- Оператор: Ілля Міньковецький
- Художник: Ельбей Рзакулієв